# Heiligenhäuschen (Düsseldorf-Itter)
Koordinaten: 51° 10′ 1,9″ N, 6° 48′ 54″ O

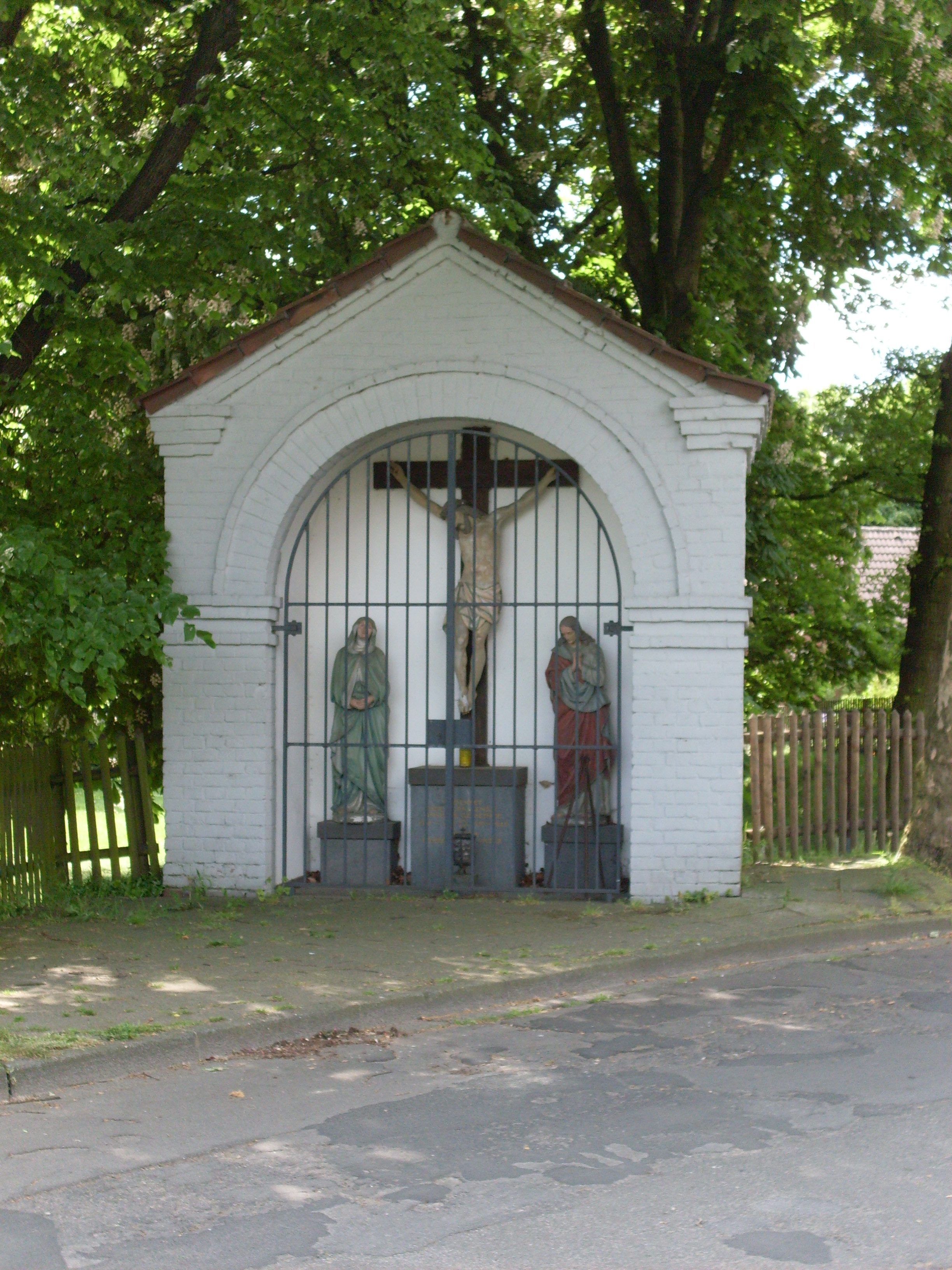
Frontalansicht des Heiligenhäuschens

Das Heiligenhäuschen in Düsseldorf-Itter ist als Baudenkmal geschützt und zählt zu den bedeutendsten Bauwerken des Stadtteils im Süden von Düsseldorf.

## Lage
Das Heiligenhäuschen liegt an der Straße Am Broichgraben im Stadtteil Itter. In circa 100 Metern Entfernung steht die katholische Basilika St. Hubertus, die Pfarrkirche der gleichnamigen Pfarrei und eine der ältesten Kirchen Düsseldorfs ist. Im Norden und Osten des Heiligenhäuschens schließen sich die Straßenzüge des dörflich geprägten Stadtteils Itter an, während im Süden und Westen des Gebäudes das Naturschutzgebiet Himmelgeister Rheinbogen beginnt.

## Beschreibung
Das Heiligenhäuschen ist aus Backstein erbaut und in weißer Farbe angestrichen. Unterhalb eines Rundbogens befindet sich eine Mauernische, die Platz für Devotionalien bietet. Diese Nische ist zur offenen Seite durch ein Gitter begrenzt. Die Heiligendarstellung zeigt eine Kreuzigungsgruppe um Jesus Christus.

## Geschichte
Das Heiligenhäuschen in Itter wurde Anfang des 19. Jahrhunderts erbaut, befand sich damals allerdings noch nicht an seinem heutigen Standort. An diesen wurde es erst im Jahr 1945 in Folge einer Änderung der Straßenführung in Itter versetzt. Im Gegensatz zu zahlreichen anderen Heiligenhäuschen, die solchen Umgestaltungsmaßnahmen gänzlich zum Opfer fielen, konnte das Gebäude auf diese Weise erhalten werden. Am 20. April 1993 wurde das Heiligenhäuschen von der Stadt Düsseldorf als Baudenkmal geschützt. Nachdem im Jahr 2014 das Kreuz auf dem Giebel des Gebäudes abgefallen war, begann die Renovierung, die von dem lokalen Schützenverein durchgeführt und im Jahr 2015 abgeschlossen wurde. Das Heiligenhäuschen ist heute eines der Wahrzeichen des Stadtteils und wird unter anderem für Kranzniederlegungen genutzt.